# Ade Alleyne-Forte
Pour les articles homonymes, voir Alleyne.
Ade Alleyne-Forte (né le 11 octobre 1988 à San Fernando) est un athlète trinidadien, spécialiste du 400 mètres.

## Biographie
Il contribue en 2 min 59 s 40 au record national et à la médaille de bronze du relais 4 × 400 m lors des Jeux olympiques d'été de 2012 à Londres.
Le 20 mars 2016, Alleyne-Forte remporte la médaille de bronze des championnats du monde en salle de Portland en 3 min 5 s 51, derrière les États-Unis (3 min 2 s 45) et les Bahamas (3 min 4 s 75).

### Palmarès
| Date | Compétition                                      | Lieu      | Résultat | Épreuve       | Performance   |
| ---- | ------------------------------------------------ | --------- | -------- | ------------- | ------------- |
| 2005 | Championnats du monde jeunesse                   | Marrakech | 2e       | Relais medley | 1 min 52 s 51 |
| 2007 | Championnats panaméricains juniors               | São Paulo | 3e       | 400 m         | 46 s 27       |
| 2007 | Championnats panaméricains juniors               | São Paulo | 1er      | 4 × 400 m     | 3 min 5 s 70  |
| 2008 | Championnats d'Amérique centrale et des Caraïbes | Cali      | 3e       | 4 × 400 m     | 3 min 4 s 12  |
| 2012 | Jeux olympiques                                  | Londres   | 3e       | 4 × 400 m     | 2 min 59 s 40 |
| 2016 | Championnats du monde en salle                   | Portland  | 3e       | 4 × 400 m     | 3 min 5 s 51  |

### Records
| Épreuve    | Performance | Lieu           | Date         |
| ---------- | ----------- | -------------- | ------------ |
| 200 mètres | 22 s 02     | Port-d'Espagne | 18 juin 2005 |
| 400 mètres | 46 s 13     | Port-d'Espagne | 23 juin 2012 |